# 水道道路
水道道路（すいどうどうろ、または「水道道」（すいどうみち・すいどうどう））は、主に上水道に供される原水または浄水の輸送管を埋設した土地の上に設けられた道路である。

## 経緯
明治以降の生活様式の近代化、および都市への人口集中に伴い、上水道への需要が高まる反面、水源となる森林の減少に伴う地下水の不足や、下水の河川への排出等による水源の汚染などが顕在化し、良質な水源の確保が喫緊の課題となった。そこで、1887年（明治20年）の横浜市水道を皮切りに各地で近代水道が整備されるようになる。
今でこそシールド工法など建築技術の発展に伴い地下深くへのトンネル施工も可能になったが、水道黎明期は開削工法によって地中浅くへ水路を設置または水道管を埋設した。施工は、水源地や堰、浄水場や配水拠点など水道設備の間を結ぶ水道管を敷設または埋設する用地が予め確保されてから実施され、施工後は水道保全のため立ち入りを規制していた。
その後、都市部への人口増加に伴い小河川や水路などが道路用地として利用されたのと同様、水道用地の上も強度を確保した上で道路として利用されるようになり、水道管の上に道路が敷設される例が各地で見られるようになった。

## 特徴
水道設備の間を極力最短距離で結ぶよう設計されているため、周囲の道路や地形にかかわらず一直線に延びていることが多く、込み入った都市部の道路にあっては特徴的である。
しかし、比較的道幅が狭い場合も多く、自転車以外の車両通行止めまたは一方通行となっている場合がある。
また、歴史的経緯により地下の比較的浅いところに水道管が敷設されている場合が多いため、自動車が通行できたとしても水道管保護のために重量の大きな車両の通行を禁止している場合もあり、その場合は万一にも進入されての水道管破断等の事故が起こらないよう、標識のほか標示やガードレールなどが多重に設置されている様子も見られる。
いっぽう、歩行者や自転車にとってはむしろ利用しやすい道幅であり、また自動車の排気ガスや幅寄せなどの脅威を回避できる特徴を受け、河川敷などを利用したサイクリングコースと同様に都市部の自転車愛好家などに好まれている。

## 主な水道道路

### 埼玉県
- 水道道路[1]（埼玉県新座市）

埼玉県新座市南西部から北東部までを貫く市道。朝霞市にある朝霞浄水場と東京都東村山市にある東村山浄水場間を結ぶ水道管が同道路下に埋設されていることから、「水道道路」と呼ばれるようになった。同市新堀・西堀地区で野火止用水と併走。

### 東京都
- 井の頭通り

境浄水場から和田堀給水所への上水道本管の敷地を利用して作られている。
- 東京都道428号荒玉水道道路（東京都杉並区、世田谷区）

砧から妙法寺に至る間は荒玉水道の専用道路として作られたもの（画像参照）。
- 東京都道431号角筈和泉町線（東京都渋谷区）

玉川上水新水路の跡につくられている。
- 東京都道253号保谷狭山自然公園自転車道線（通称「多摩湖自転車歩行者道」。東京都東村山市、小平市、西東京市）

自転車歩行者専用道路のうち「狭山・境緑道」は、村山貯水池から境浄水場へ導水する水道施設である。
- 横浜水道道路（町田市）

### 神奈川県

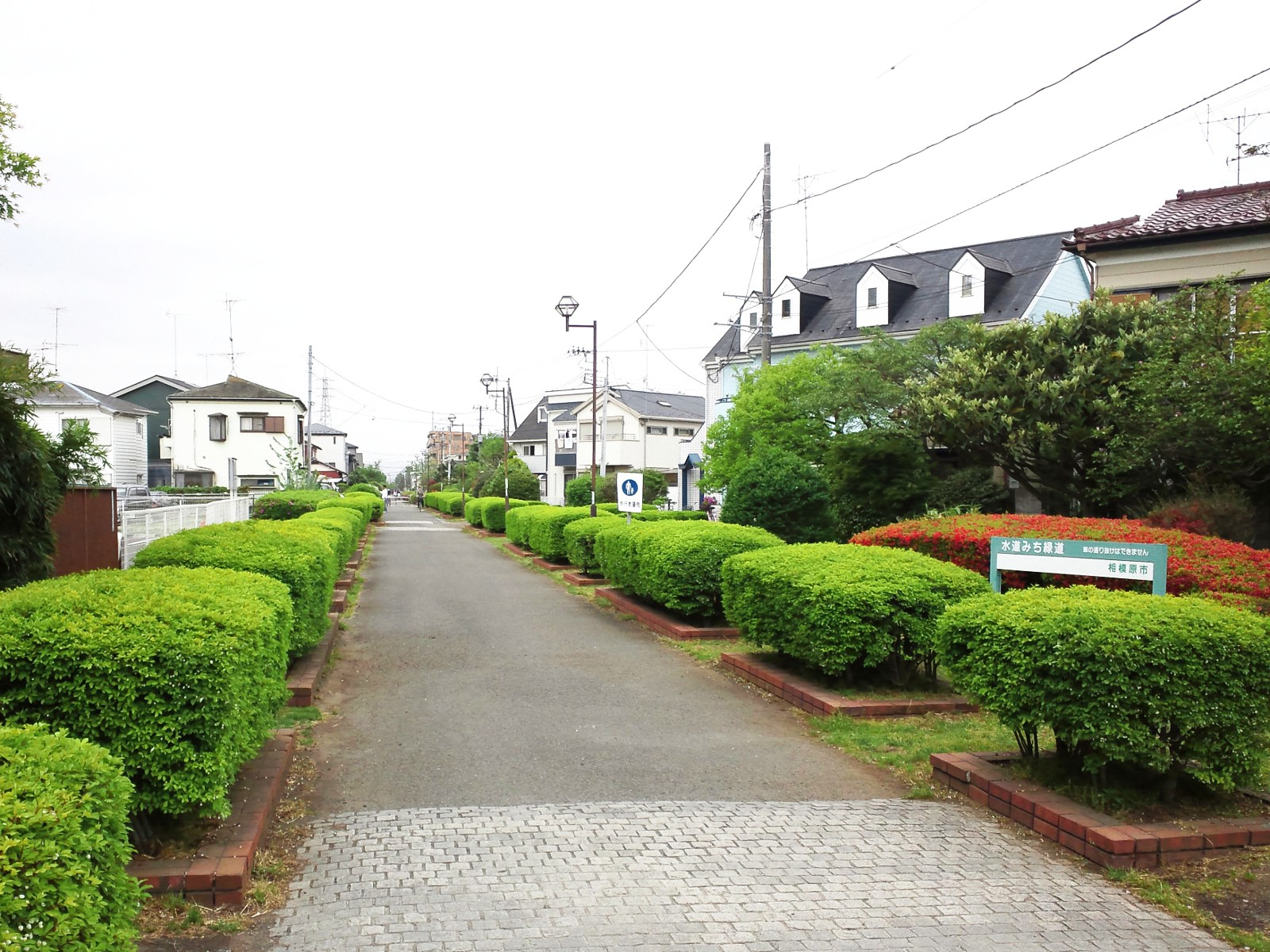
相模原市南区双葉付近の横浜水道道路（2011年5月3日撮影）

- 横浜水道道路（神奈川県相模原市、大和市、横浜市、東京都町田市）

近代水道発祥の地である横浜市では、1887年（明治20年）津久井郡三井村（現在の相模原市）の相模川より水を引くべく横浜市西区の野毛山から水道敷設物資を運ぶために敷設した軌道跡地、並びに完成した導水路沿いに「水道道路（または水道道）」にまつわる地形および地名が多く残っている。
- ふるさと尾根道緑道（横浜市旭区）横浜水道道路の北側に並行する遊歩道。相模原市の沼本ダムから鶴ヶ峰浄水場への水路上に整備された。
- 横浜市道85号（水道道）（横浜市神奈川区、港北区、鶴見区）

横浜市道鶴見三ツ沢線の別名。鶴見配水池の横を通る。
- 横須賀水道道（神奈川県愛川町、厚木・海老名・綾瀬・藤沢・鎌倉・逗子・横須賀市）

横須賀市の管理する半原系統水道は、1912年（明治45年）〜1921年（大正10年）に海軍により敷設され、中津川の半原水源地から横須賀の逸見浄水場までの総延長53kmにわたる。この水道道が急に曲がるのは10か所のみであるといわれる。相模川を渡る水道橋など、しばしば通行不能箇所や悪路が存在する。

### 愛知県
- 水道みち緑道（名古屋市千種区、および守山区）
- 尾張サイクリングロード（愛知県大治町より一宮市まで）
- 愛知県道288号豊田安城自転車道線
- 尾張広域緑道（愛知県春日井市より犬山市まで）
- 佐布里（そうり）パークロード

### 京都府
- 京都府道754号木津横田線（木津川市。旧京奈国道。地下に奈良県奈良市営水道管が走る）

### 大阪府
- 国道170号（大阪外環状線。バイパスのうち大阪府寝屋川市〜羽曳野市）
- 国道479号（大阪内環状線。大阪市東淀川区〜大阪市住之江区）
- 大阪府道2号大阪中央環状線（ほぼ全線）
- 新天神橋筋（大阪府道14号大阪高槻京都線・大阪府道102号恵美須南森町線。大阪市、北区）
- 大阪府道18号枚方交野寝屋川線（枚方市にある大阪広域水道企業団村野浄水場で浄水処理された水道水を府下各地へ供給する水道管が地下を通る。水道道という通称も）
- 大阪府道31号堺羽曳野線（堺市、北区〜羽曳野市。羽曳野バイパスの全線）

### 兵庫県

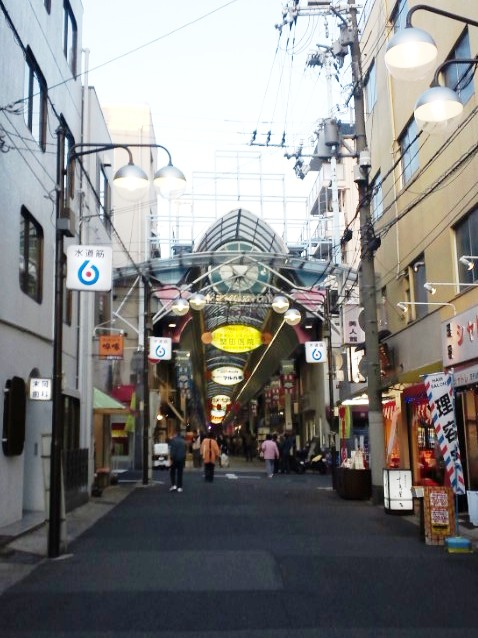
水道筋（神戸市灘区）

- 国道2号（阪神国道の兵庫県尼崎市〜神戸市中央区）
- 神戸水道道（宝塚市、西宮市、芦屋市、神戸市東灘区・灘区・中央区）

神戸水道の埋設道路。このうち、上ヶ原送水路（上ヶ原浄水場〜奥平野浄水場）は明治から大正にかけ、沿線を買収のうえ専用道路とされ布設された。灘区においては「水道筋」と呼ばれ地名にもなっている。

### 奈良県
- ならやま大通り（奈良県奈良市道・生駒市道）